# The Loreley’s Grasp – Die Bestie im Mädchen-Pensionat
The Loreley’s Grasp – Die Bestie im Mädchen-Pensionat ist ein spanischer Horrorfilm von Amando de Ossorio aus dem Jahr 1973. Obwohl er in Deutschland an der Loreley spielt, wurde er in Deutschland erst 2014 erstmals veröffentlicht.

## Handlung
In einem kleinen Dorf am Rhein in der Nähe der Loreley kommt es in der Nähe eines Mädchenpensionats immer bei Vollmond zu einer Serie grausamer Morde. Diese sollen in Zusammenhang mit der Loreley-Sage stehen.
Der Jäger Sigurd wird von der Schullehrerin Elke Ackerman angestellt, die Mädchen zu beschützen. Er entdeckt eine mysteriöse Frau, die sich ab und zu zeigt, kann sie aber nicht fangen. So geschehen weitere Morde, die offensichtlich von einer Kreatur mit reptilienhaften Klauen verursacht werden. Auf seiner Suche nach dem Mörder stößt Sigurd auf den Professor Von Lander, der entdeckt hat, dass es sich tatsächlich um eine Frau handelt, die sich bei Vollmond in ein Monster verwandelt. Er gibt Sigurd ein Messer, das die Verwandlung stoppen kann.
Schließlich findet Sigurd die Frau, bei der es sich tatsächlich um die Lorelei handelt. Er gerät jedoch unter ihren Einfluss und verfällt ihr. Unterstützt wird Lorelei von ihrem menschlichen Diener Alberich. Sigurd, dem es gelingt, den Bann der Lorelei zu brechen, entdeckt schließlich eine versteckte Höhle, in der er jedoch von Alberich und einigen Frauen gefangen wird. Durch seine Verführungskünste befreit ihn schließlich eine der Frauen. Mit Dynamit sprengt er die Höhle in die Luft.
Währenddessen versucht Lorelei in Reptilienform, Elke zu töten. Sigurd kommt gerade noch rechtzeitig und tötet Lorelei mit dem Messer.

## Veröffentlichung
Der Film erschien am 9. Mai 1973 in den spanischen Kinos. Drei Jahre später, am 24. August 1976, wurde er in den Vereinigten Staaten ebenfalls veröffentlicht. In Deutschland wurde der Film erst 2012 in einer synchronisierten Form über das Label Shock Entertainment als Mediabook veröffentlicht. Anfang 2014 wurde der Film, trotz seiner Splattereffekte, von der Freiwilligen Selbstkontrolle der Filmwirtschaft (FSK) ab 16 Jahren freigegeben. Der Film wurde im Anschluss als DVD und Blu-ray veröffentlicht.

## Kritiken
Der Film wurde überwiegend negativ besprochen. Frank Trebbin schrieb in seinem Buch Die Angst sitzt neben dir „Amando de Ossorio verquickt in diesem Billigfilm die Sagen um die Lorelei und um die Nibelungen (so darf Sigurd zum Schluß die Lorelei mit einem Dolch töten, der aus Siegfrieds Schwert geschmiedet wurde). Inhaltlich ist der Film damit also nicht gerade überragend neu. Was ihn jedoch für das Genre so interessant macht, sind die graphisch dargestellten Morde, die für damalige Zeiten extrem blutig sowie grausam waren und zur weiteren Brutalisierung des Horrorfilms beigetragen haben. (…) The Lorelei’s Grasp ist nie in synchronisierter Form nach Deutschland gekommen. Die Gründe liegen bei dem genannten Blutgehalt des Streifens auf der Hand. Zudem dachte man sich wahrscheinlich, daß der deutsche Zuschauer die handlungsmäßigen Füllszenen, die zumeist aus Touristikaufnahmen des Rheins bestehen, zur Genüge kennt.“
Auf Filmtipps.at schrieb Marcel, der Film sei „eine kleine Eurotrash-Perle, die ihre simplen Tricks nicht mal ansatzweise kaschiert, die man aber dafür einfach mögen muss. Die hemmungslos einfach alles in einen Topf schmeißt und alles umrührt, in dem festen Glauben, dass was Gutes dabei herauskommt.“
Cinema.de schrieb: „De Ossorio tobt sich mit buchstäblich Herz zerreißenden Splatterszenen aus und lässt knapp bekleidete Mädchen kreischen – die 70er-Jahre-Atmo macht’s, und die Rheingegend dürfte einem hier auf köstliche Art spanisch vorkommen.“ Als Fazit gab die Filmseite an, es handele sich um „[schicken] Trash mit Flair und Selbstironie“.